# Kvadratura paraboly

parabolický segment

Kvadratura paraboly je geometrické pojednání, které napsal řecký matematik Archimédés ve 3. století př. n. l. formou dopisu svému příteli Dositeusovi. Práce obsahuje 24 tézí o parabole, také formuloval důkaz, že oblast parabolického segmentu je 4/3 vepsaného trojúhelníka, který je dán:
- úsečkou, která vymezuje parabolickou úseč
- vrcholem parabolické úseče
Důkaz používá metodu vyčerpání. Archimédés rozkládá oblast na nekonečně mnoho trojúhelníků.

Metoda vyčerpání, kterou Archimédés používá pro výpočet plochy segmentu.

V díle Metoda neboli Poselství Eratosthenovi o mechanické metodě na řešení geometrických úloh, které bylo náhodou objeveno na pergamenu v Cařihradě roku 1906, Archimédes uvádí mechanickou metodu páky, pomocí níž zjišťuje obsah parabolické úseče. Toto řešení je založeno na vyvažování dané parabolické úseče a jistého trojúhelníku, přičemž obsah parabolické úseče je 1/3 onoho trojúhelníku. Tento jistý trojúhelník je dán:
- úsečkou, která vymezuje parabolickou úseč
- tečnou k parabolické úseči procházející průsečíkem, který je dán průnikem paraboly a úsečky vymezující parabolickou úseč
- rovnoběžkou s osou paraboly procházející druhým průsečíkem, který je dán průnikem paraboly a úsečky vymezující parabolickou úseč
Je zřejmé, že takové trojúhelníky lze nalézt pro danou parabolickou úseč dva, pro které platí výše zmíněný předpoklad.
Navíc platí vztah: jistý trojúhelník daný tečnou parabolické úseče je čtyřnásobkem trojúhelníku vepsaného do parabolické úseče.